# All Our Own Work
All Our Own Work je studiové hudební album od Sandy Denny a Strawbs, nahrané v roce 1967, obsahuje nejznámější hit Sandy Denny "Who Knows Where the Time Goes".

## Seznam stop

### Strana A
1. "On My Way" (Dave Cousins) – 3:03
2. "Who Knows Where the Time Goes" (Sandy Denny) – 4:04
3. "Tell Me What You See in Me" (Cousins) – 3:38
4. "Always on My Mind" (Tony Hooper) – 1:51
5. "Stay Awhile with Me" (Cousins) – 2:24
6. "Wild Strawberries" (Cousins, Hooper) – 1:32

### Strana B
1. "All I Need Is You" (Cousins) – 2:19
2. "How Everyone But Sam Was a Hypocrite" (Cousins) – 2:43
3. "Sail Away to the Sea" (Cousins) – 3:22
4. "Sweetling" (Hooper) – 2:34
5. "Nothing Else Will Do" (Cousins) - 2:13
6. "And You Need Me" (Cousins) – 3:13

### Reedice 2010
Reedici 2010 na CD produkoval Chris Tsangarides a obsahuje následující přidané stopy:
1. "Two Weeks Last Summer" (Cousins) (Sandy Denny sólový zpěv) – 2:18
2. "Nothing Else Will Do" (Cousins) (Sandy Denny sólový zpěv) – 2:13
3. "Tell Me What You See in Me" (Cousins) (se sitar a percusy) – 3:36
4. "Who Knows Where the Time Goes" (Denny) (původní kompletní nahrávka se smyčcovou sekcí) – 4:06
5. "Stay Awhile with Me" (Cousins) (původní kompletní nahrávka se smyčcovou sekcí) – 2:24
6. "And You Need Me" (Cousins) – 3:15
7. "I've Been My Own Worst Friend" (Cousins) – 2:37
8. "Poor Jimmy Wilson" (Cousins) – 2:32
9. "Strawberry Picking" (Cousins, Hooper) – 1:34
10. "Pieces of 79 and 15" (Cousins, Hooper) – 2:18
11. "The Falling Leaves" (Cousins) – 2:30
12. "Indian Summer" (Cousins) – 2:18

Stopy 1 až 9 obsahují výběry, demo snímky a originální verze (nahrávky se smyčcovou sekcí, které byly vynechány na původním vydání Hallmark). Ty byly předtím vydány na Sandy Denny and the Strawbs v roce in 1991. Stopy 10 až 12 jsou předtím nevydané demo snímky.

## Obsazení
- Sandy Denny – sólový zpěv, sborový zpěv, akustická kytara
- Dave Cousins – sólový zpěv, sborový zpěv, akustická kytara, banjo
- Tony Hooper – sólový zpěv, sborový zpěv, akustická kytara
- Ron Chesterman – kontrabas
- Ken Gudmand – bicí
- Cy Nicklin – sitar
- Svend Lundvig - smyčcová baranžmá

## Nahrávání
Nahráno v Kodani, Dánsko červenec 1967
- Gustav Winckler – producent
- Karl Emil Knudsen – co-ordinátor
- Ivar Rosenberg – záznamový technik

## Historie vydání
| Region             | Datum | Značka   | Formát    | Katalog  |
| ------------------ | ----- | -------- | --------- | -------- |
| Spojené království | 1973  | Pickwick | stereo LP | SHM 813  |
| Austrálie          | 1973  | Summit   | stereo LP | SRA 088  |
| Kanada             | 1973  | Pickwick | stereo LP | SPI-7019 |